# 徐发淦
徐发淦（1930年12月—2022年12月20日），男，广东梅县人，生于印度加尔各答，中华人民共和国政治人物，中华全国归国华侨联合会原副主席，第七、八届全国政协委员。